# Stoffel Vandoorne
Stoffel Vandoorne (Kortrijk, 1992. március 26. –) belga autóversenyző, aki 2015-ben a második idényében a GP2-es sorozat bajnoka lett az ART Grand Prix versenyzőjeként. 2014-ben a McLaren Formula–1-es csapat szerződtette teszt- és tartalékpilótának. 2016-ban a japán Super Formula bajnokságban indult, valamint továbbra is a McLaren teszt- és tartalékversenyzője maradt. Fernando Alonso melbourne-i balesete után bemutatkozhatott a Formula–1-ben is. 2017-ben átvette Jenson Button helyét a McLarennél. A 2018-as évadban is itt versenyzett. A 2018–19-es szezon óta a Formula–E-ben szerepel a Mercedes csapatánál, mellyel a 2021–22-es szezonban világbajnoki címet szerzett.

## Pályafutása

### A Formula–1 előtt
A Formula–1-ben 24 esztendősen bemutatkozó Stoffel Vandoorne-t az egyik legtehetségesebb fiatal versenyzőként tartották számon a formaautózásban. Hatesztendősen kezdett gokartozni, 2002-ben belga bajnok lett, 2009-ben pedig második a CIK-FIA világbajnokságának KF2-es kategóriájában. 2010 óta versenyez formaautókkal, a Forma–4-es Európa-kupát első nekifutásra megnyerte, ezt követően versenyzett a Forma Renault 2.0-ás géposztályban, ahol többek között Carlos Sainz Jr. és Danyiil Kvjat ellenfele volt. 2012-ben a Red Bull orosz pilótája elől hódította el a bajnoki címet az Európa-kupában.
2013-ban a Forma Renault 3.5-ös, 2014-ben a GP2-ben is megnyerte élete első versenyét! Utóbbi szezonjában második lett összetettben, a Renault újonca, Jolyon Palmer mögött – aki akkor már több éve a GP2 mezőnyét erősítette –, és maga mögé utasította a ma már a Saubernél versenyző Felipe Nasrt. 2015-ben aztán eljött az ő ideje! A GP2-ben rekordot jelentő hét győzelemmel domináns évet futott, s 160 pontos előnnyel nyerte a bajnokságot az F1-be szintén előtte már bemutatkozó Alexander Rossi előtt.

### A Formula–1-ben

#### 2016
2016-ban valóra vált egy nagy álma, miszerint Formula–1-es versenyen állhatott rajthoz a világbajnokság évadnyitó versenyén hatalmasat balesetező Fernando Alonso helyén, aki nyakfájdalmaira hivatkozva nem vállalta az indulást az idény második állomásán, a bahreini nagydíjon. A futamot a 12. helyről kezdte meg és végül a 10. pontszerzést érő helyen ért célba és ezzel megszerezte a McLaren-Honda első világbajnoki pontját 2016-ban.

#### 2017
2017-ben már hivatalos pilótaként indult a visszavonult Jenson Button helyén.

#### 2018
Miután 2018-ban csalódást keltő teljesítményt nyújtott, és folyamatosan mind időmérőkön, mind a versenyeken jelentősen lemaradt csapattársa, Fernando Alonso teljesítményétől, a McLaren 2018. szeptember 3-án bejelentette, hogy Vandoorne elhagyja a csapatot és helyére a tesztversenyzőt, az ifjú Lando Norrist ültetik be.

#### 2019
2019-től a Mercedes szimulátoros fejlesztőpilótája, emellett a Mercedes Formula–E programjának tagja.

### A Formula–E-ben
2018 októberében a HWA Racelab bejelentette, hogy Vandoorne lesz a kétszeres DTM-bajnok, Gary Paffett csapattársa a 2018–19-es szezon folyamán. Az első versenyt Szaúd-Arábiában rendezték és már az időmérőn nagyot ment, ugyanis 4. helyre kvalifikálta magát. A szuperpole résztvevője volt, de ott már nem futhatott mért kört mert Felix Rosenqvist az edzés végén balesetezett és nem folytatták a programot. A versenyen rosszul rajtolt és sokan elmentek mellette, megkapta a FanBoost lehetőséget ami azt jelentette, hogy növelhette az autója teljesítményét, de így is csak a 17. helyen ért célba és pont nélkül zárt.

## Eredményei
| Szezon    | Bajnokság                       | Csapat                          | Verseny         | Győzelem        | Pole            | Leggyorsabb kör | Dobogó          | Pont            | Helyezés        |
| --------- | ------------------------------- | ------------------------------- | --------------- | --------------- | --------------- | --------------- | --------------- | --------------- | --------------- |
| 2010      | Formula–4 1.6 Európa-kupa       | Autosport Academy               | 14              | 5               | 5               | 4               | 9               | 151             | 1.              |
| 2011      | Formula Renault 2.0 Európa-kupa | KTR                             | 14              | 0               | 0               | 0               | 1               | 93              | 5.              |
| 2011      | Formula Renault 2.0 NEC         | KTR                             | 20              | 0               | 3               | 0               | 8               | 328             | 3.              |
| 2012      | Formula Renault 2.0 Európa-kupa | Josef Kaufmann Racing           | 14              | 4               | 6               | 3               | 11              | 244             | 1.              |
| 2012      | Formula Renault 2.0 NEC         | Josef Kaufmann Racing           | 7               | 5               | 4               | 5               | 6               | 176             | 9.              |
| 2013      | Formula Renault 3.5 Series      | Fortec Motorsport               | 17              | 4               | 3               | 2               | 10              | 214             | 2.              |
| 2014      | GP2                             | ART Grand Prix                  | 22              | 4               | 4               | 3               | 10              | 229             | 2.              |
| 2014      | Formula–1                       | McLaren Mercedes                | Tesztpilóta     | Tesztpilóta     | Tesztpilóta     | Tesztpilóta     | Tesztpilóta     | Tesztpilóta     | Tesztpilóta     |
| 2015      | GP2                             | ART Grand Prix                  | 21              | 7               | 4               | 7               | 16              | 341.5           | 1.              |
| 2015      | Formula–1                       | McLaren Honda                   | Tesztpilóta     | Tesztpilóta     | Tesztpilóta     | Tesztpilóta     | Tesztpilóta     | Tesztpilóta     | Tesztpilóta     |
| 2016      | Super Formula                   | Docomo Team Dandelion Racing    | 9               | 2               | 1               | 0               | 3               | 27              | 4.              |
| 2016      | Formula–1                       | McLaren Honda                   | 1               | 0               | 0               | 0               | 0               | 1               | 20.             |
| 2017      | Formula–1                       | McLaren Honda                   | 20              | 0               | 0               | 0               | 0               | 13              | 16.             |
| 2018      | Formula–1                       | McLaren                         | 21              | 0               | 0               | 0               | 0               | 12              | 16.             |
| 2018–19   | Formula–E                       | HWA Racelab                     | 13              | 0               | 1               | 0               | 1               | 35              | 16.             |
| 2018–19   | WEC                             | SMP Racing                      | 2               | 0               | 0               | 0               | 2               | 38              | 11.             |
| 2019      | Formula–1                       | Mercedes                        | Fejlesztőpilóta | Fejlesztőpilóta | Fejlesztőpilóta | Fejlesztőpilóta | Fejlesztőpilóta | Fejlesztőpilóta | Fejlesztőpilóta |
| 2019–20   | Formula–E                       | Mercedes-Benz EQ Formula E Team | 11              | 1               | 1               | 1               | 3               | 87              | 2.              |
| 2020      | Formula–1                       | Mercedes                        | Tartalékpilóta  | Tartalékpilóta  | Tartalékpilóta  | Tartalékpilóta  | Tartalékpilóta  | Tartalékpilóta  | Tartalékpilóta  |
| 2020–21   | Formula–E                       | Mercedes EQ Formula E Team      | 15              | 1               | 3               | 2               | 3               | 82              | 9.              |
| 2021      | WEC                             | Jota Sport                      | 6               | 0               | 2               | 1               | 5               | 131             | 2.              |
| 2021      | Ázsiai Le Mans-széria           | Jota Sport                      | 2               | 0               | 0               | 0               | 1               | 28              | 8.              |
| 2021      | Formula–1                       | Mercedes                        | Tartalékpilóta  | Tartalékpilóta  | Tartalékpilóta  | Tartalékpilóta  | Tartalékpilóta  | Tartalékpilóta  | Tartalékpilóta  |
| 2021–22   | Formula–E                       | Mercedes EQ Formula E Team      | 16              | 1               | 1               | 1               | 8               | 213             | 1.              |
| 2022      | Formula–1                       | Mercedes                        | Tartalékpilóta  | Tartalékpilóta  | Tartalékpilóta  | Tartalékpilóta  | Tartalékpilóta  | Tartalékpilóta  | Tartalékpilóta  |
| 2022-23   | Formula–E                       | DS Penske                       | 16              | 0               | 1               | 0               | 0               | 56              | 11              |
| 2023      | Formula–1                       | Aston Martin F1 Team            | Tartalékpilóta  | Tartalékpilóta  | Tartalékpilóta  | Tartalékpilóta  | Tartalékpilóta  | Tartalékpilóta  | Tartalékpilóta  |
| 2023      | WEC                             | Peugeot TotalEnergies           | 1               | 0               | 0               | 0               | 0               | 6               | 15.             |
| 2023-2024 | Formula–E                       | DS Penske                       | 16              | 0               | 0               | 0               | 1               | 61              | 10.             |
| 2024      | Formula–1                       | Aston Martin F1 Team            | Tartelékpilóta  | Tartelékpilóta  | Tartelékpilóta  | Tartelékpilóta  | Tartelékpilóta  | Tartelékpilóta  | Tartelékpilóta  |
| 2024      | WEC                             | Peugeot TotalEnergies           | 7               | 0               | 0               | 0               | 0               | 4               | 29.             |
| 2024-2025 | Formula–E                       | Maserati MSG Racing             | 7               | 0               | 0               | 0               | 0               | 19*             | 15.*            |
| 2025      | Formula–1                       | Aston Martin F1 Team            | Tartalékpilóta  | Tartalékpilóta  | Tartalékpilóta  | Tartalékpilóta  | Tartalékpilóta  | Tartalékpilóta  | Tartalékpilóta  |
| 2025      | WEC                             | Peugeot TotalEnergies           | 2               | 0               | 0               | 0               | 0               | 0               | 13.*            |

* A szezon jelenleg is zajlik.

### Teljes Formula Renault 2.0 Európa-kupa eredménylistája
(Táblázat értelmezése)

(Félkövér: pole-pozícióból indult; dőlt: leggyorsabb kört futott) 

| Év   | Csapat                | 1       | 2       | 3       | 4       | 5     | 6       | 7       | 8     | 9     | 10      | 11    | 12    | 13      | 14       | Helyezés | Pont |
| ---- | --------------------- | ------- | ------- | ------- | ------- | ----- | ------- | ------- | ----- | ----- | ------- | ----- | ----- | ------- | -------- | -------- | ---- |
| 2012 | Josef Kaufmann Racing | ARA 1 3 | ARA 2 4 | SPA 1 2 | SPA 2 3 | NÜR 1 | NÜR 2 1 | MSC 1 2 | MSC 2 | HUN 1 | HUN 2 4 | LEC 1 | LEC 2 | CAT 1 2 | CAT 2 Ki | 1.       | 245  |

### Teljes Formula Renault 3.5 Series eredménylistája
(Táblázat értelmezése)

(Félkövér: pole-pozícióból indult; dőlt: leggyorsabb kört futott) 

| Év   | Csapat             | 1     | 2       | 3       | 4       | 5       | 6        | 7       | 8     | 9       | 10       | 11       | 12      | 13    | 14      | 15       | 16      | 17    | Helyezés | Pont |
| ---- | ------------------ | ----- | ------- | ------- | ------- | ------- | -------- | ------- | ----- | ------- | -------- | -------- | ------- | ----- | ------- | -------- | ------- | ----- | -------- | ---- |
| 2013 | Fortec Motorsports | MNZ 1 | MNZ 2 3 | ARA 1 8 | ARA 2 3 | MON 1 9 | SPA 1 13 | SPA 2 1 | MSC 1 | MSC 2 1 | RBR 1 Ki | RBR 2 Ki | HUN 1 4 | HUN 2 | LEC 1 2 | LEC 2 Ki | CAT 1 3 | CAT 2 | 2.       | 214  |

### Teljes GP2-es eredménysorozata
(Táblázat értelmezése)

(Félkövér: pole-pozícióból indult; dőlt: leggyorsabb kört futott) 

| Év   | Csapat         | 1          | 2          | 3          | 4          | 5          | 6          | 7         | 8          | 9         | 10        | 11        | 12        | 13        | 14        | 15        | 16        | 17        | 18         | 19         | 20         | 21        | 22        | Helyezés | Pont  |
| ---- | -------------- | ---------- | ---------- | ---------- | ---------- | ---------- | ---------- | --------- | ---------- | --------- | --------- | --------- | --------- | --------- | --------- | --------- | --------- | --------- | ---------- | ---------- | ---------- | --------- | --------- | -------- | ----- |
| 2014 | ART Grand Prix | BHR FEA 1  | BHR SPR 22 | ESP FEA 13 | ESP SPR 10 | MON FEA 14 | MON SPR 13 | AUT FEA 2 | AUT SPR 15 | GBR FEA 3 | GBR SPR 9 | GER FEA 2 | GER SPR 3 | HUN FEA 7 | HUN SPR 1 | BEL FEA 2 | BEL SPR 6 | ITA FEA 1 | ITA SPR 13 | RUS FEA 5  | RUS SPR 2  | UAE FEA 1 | UAE SPR 5 | 2.       | 229   |
| 2015 | ART Grand Prix | BHR1 FEA 1 | BHR1 SPR 2 | ESP FEA 1  | ESP SPR 2  | MON FEA 1  | MON SPR 8  | AUT FEA 1 | AUT SPR 2  | GBR FEA 3 | GBR SPR 9 | HUN FEA 5 | HUN SPR 2 | BEL FEA 1 | BEL SPR 4 | ITA FEA 2 | ITA SPR 3 | RUS FEA 3 | RUS SPR 4  | BHR2 FEA 1 | BHR2 SPR 2 | UAE FEA 1 | UAE SPR T | 1.       | 341.5 |

### Teljes Super Formula eredménylistája
(Táblázat értelmezése)

(Félkövér: pole-pozícióból indult; dőlt: leggyorsabb kört futott) 

| Év   | Csapat                       | 1     | 2      | 3      | 4     | 5     | 6     | 7     | 8      | 9     | Helyezés | Pont |
| ---- | ---------------------------- | ----- | ------ | ------ | ----- | ----- | ----- | ----- | ------ | ----- | -------- | ---- |
| 2016 | Docomo Team Dandelion Racing | SUZ 3 | OKA 12 | FUJ Ki | MOT 6 | OKA 1 | OKA 7 | SUG 6 | SUZ 17 | SUZ 1 | 4.       | 27   |

### Teljes Formula–1-es eredménysorozata
(Táblázat értelmezése)

(Félkövér: pole-pozícióból indult; dőlt: leggyorsabb kört futott) 

| Év   | Csapat  | 1      | 2      | 3      | 4      | 5      | 6      | 7      | 8      | 9       | 10     | 11     | 12     | 13     | 14     | 15     | 16     | 17     | 18     | 19     | 20     | 21     | Helyezés | Pont |
| ---- | ------- | ------ | ------ | ------ | ------ | ------ | ------ | ------ | ------ | ------- | ------ | ------ | ------ | ------ | ------ | ------ | ------ | ------ | ------ | ------ | ------ | ------ | -------- | ---- |
| 2016 | McLaren | AUS    | BHR 10 | CHN    | RUS    | ESP    | MON    | CAN    | EUR    | AUT     | GBR    | HUN    | GER    | BEL    | ITA    | SIN    | MAL    | JPN    | USA    | MEX    | BRA    | UAE    | 20.      | 1    |
| 2017 | McLaren | AUS 13 | CHN Ki | BHR Ni | RUS 14 | ESP Ki | MON Ki | CAN 14 | AZE 12 | AUT 12  | GBR 11 | HUN 10 | BEL 14 | ITA Ki | SIN 7  | MAL 7  | JPN 14 | USA 12 | MEX 12 | BRA Ki | UAE 12 |        | 16.      | 13   |
| 2018 | McLaren | AUS 9  | BHR 8  | CHN 13 | AZE 9  | ESP Ki | MON 14 | CAN 16 | FRA 12 | AUT 15† | GBR 11 | GER 13 | HUN Ki | BEL 15 | ITA 12 | SIN 12 | RUS 16 | JPN 15 | USA 11 | MEX 8  | BRA 14 | UAE 14 | 16.      | 12   |

† A versenyt nem fejezte be, de helyezését értékelték, mert a versenytáv több, mint 90%-át teljesítette.

### Teljes Formula–E eredménylistája
(Táblázat értelmezése)

(Félkövér: pole-pozícióból indult; dőlt: leggyorsabb kört futott) 

| Év        | Csapat              | 1      | 2      | 3      | 4      | 5      | 6      | 7      | 8      | 9      | 10     | 11     | 12     | 13     | 14     | 15     | 16    | Helyezés | Pont |
| --------- | ------------------- | ------ | ------ | ------ | ------ | ------ | ------ | ------ | ------ | ------ | ------ | ------ | ------ | ------ | ------ | ------ | ----- | -------- | ---- |
| 2018–19   | HWA Racelab         | ADR 16 | MAR Ki | SAN Ki | MEX 18 | HKG Ki | SNY Ki | ROM 3  | PAR Ki | MON 9  | BER 5  | BRN 10 | NYC 13 | NYC 8  |        |        |       | 16.      | 35   |
| 2019–20   | Mercedes EQ         | ADR 3  | ADR 3  | SAN 6  | MEX Ki | MAR 15 | BER 6  | BER 5  | BER Ki | BER 12 | BER 9  | BER 1  |        |        |        |        |       | 2.       | 87   |
| 2020–21   | Mercedes EQ         | DIR 8  | DIR 13 | ROM Ki | ROM 1  | VAL 3  | VAL Ki | MON Ki | PUE 7  | PUE 13 | NYC Ki | NYC 12 | LON 7  | LON 15 | BER 12 | BER 3  |       | 9.       | 82   |
| 2021–22   | Mercedes EQ         | DIR 2  | DIR 7  | MEX 11 | ROM 3  | ROM 5  | MON 1  | BER 3  | BER 3  | JAK 5  | MAR 8  | NYC 4  | NYC 2  | LON 2  | LON 4  | SEO 5  | SEO 2 | 1.       | 213  |
| 2022–23   | DS Penske           | MEX 10 | DRH 11 | DRH 20 | HAI 8  | FOK 7  | SAP 6  | BER Ki | BER 8  | MON 9  | JAK 4  | JAK 9  | POR 12 | ROM 11 | ROM 8  | LON 11 | LON 5 | 11.      | 56   |
| 2023-2024 | DS Penske           | MEX 8  | DIR 14 | DIR 5  | SAP 8  | TOK 16 | MIS 8  | MIS Ki | MON 3  | BER 7  | BER 20 | SHA 8  | SHA 6  | POR 9  | POR 11 | LON 9  | LON 8 | 10.      | 61   |
| 2024-2025 | Maserati MSG Racing | SAP 10 | MEX 7  | JED 10 | JED 8  | MIA 14 | MON 9  | MON 10 | TOK    | TOK    | SHA    | SHA    | JAK    | BER    | BER    | LON    | LON   | 15.*     | 19*  |

* A szezon jelenleg is zajlik.
† A versenyt nem fejezte be, de helyezését értékelték, mert a versenytáv több, mint 90%-át teljesítette.

### Teljes FIA World Endurance Championship eredménysorozata
(Táblázat értelmezése)

(Félkövér: pole-pozícióból indult; dőlt: leggyorsabb kört futott) 

| Év      | Csapat                | Osztály  | Kasztni            | Motor                      | 1      | 2      | 3      | 4      | 5      | 6      | 7     | 8      | Helyezés | Pont |
| ------- | --------------------- | -------- | ------------------ | -------------------------- | ------ | ------ | ------ | ------ | ------ | ------ | ----- | ------ | -------- | ---- |
| 2018–19 | SMP Racing            | LMP1     | BR Engineering BR1 | AER P60B 2.4 L Turbo V6    | SPA    | LMS    | SIL    | FUJ    | SHA    | SEB    | SPA 3 | LMS 3  | 11.      | 38   |
| 2021    | Jota Sport            | LMP2     | Oreca 07           | Gibson GK428 4.2 L V8      | SPA 3  | ALG 2  | MNZ 5  | LMS 2  | BHR 2  | BHR 3  |       |        | 2.       | 131  |
| 2024    | Peugeot TotalEnergies | Hypercar | Peugeot 9X8        | Peugeot X6H 2.6 L Turbo V6 | QAT 15 | ITA 15 | SPA ni | LMS 11 | SAO 16 | COA Ki | FUJ 8 | BHR Ki | 29.      | 4    |
| 2025    | Peugeot TotalEnergies | Hypercar | Peugeot 9X8        | Peugeot X6H 2.6 L Turbo V6 | QAT 12 | ITA 12 | SPA Ki | LMS    | SAO    | COA    | FUJ   | BHR    | 20.*     | 0*   |

### Le Mans-i 24 órás autóverseny
| Év   | Csapat                | Csapattárs                    | Autó                   | Kategória | Kör | Összetett Helyezés | Kategória Helyezés |
| ---- | --------------------- | ----------------------------- | ---------------------- | --------- | --- | ------------------ | ------------------ |
| 2019 | SMP Racing            | Mihail Aljosin Vitalij Petrov | BR Engineering BR1-AER | LMP1      | 379 | 3.                 | 3.                 |
| 2021 | Jota Sport            | Sean Gelael Tom Blomqvist     | Oreca 07-Gibson        | LMP2      | 363 | 7.                 | 2.                 |
| 2024 | Peugeot TotalEnergies | Paul di Resta Loïc Duval      | Peugeot 9X8            | Hypercar  | 309 | 11.                | 11.                |

## Külső hivatkozások
- Hivatalos honlapja
- Statisztikája a Driver Database-n